# NGC 898
NGC 898 је спирална галаксија у сазвежђу Андромеда која се налази на NGC листи објеката дубоког неба.
Деклинација објекта је + 41° 57' 6" а ректасцензија 2h 23m 20,2s. Привидна величина (магнитуда) објекта NGC 898 износи 13,1 а фотографска магнитуда 13,9. NGC 898 је још познат и под ознакама UGC 1842, MCG 7-6-4, CGCG 538-58, CGCG 539-4, IRAS 02201+4143, PGC 9073.